# 김선영 (교수)
김선영(1955년 11월 3일~)는 서울대학교 생명과학부 교수이다. 현재 헬릭스미스(바이로메드)의 CEO로 재직 중이다. 

## 학력
- 1986 ~ 옥스퍼드대학교 대학원 분자유전학 박사
- 1984 ~ 하버드대학교 대학원 분자유전학 석사
- 1982 ~ 매사추세츠공과대학 대학원 생물공학 석사
- 1978 ~ 서울대학교 미생물학 학사

## 경력
- 헬릭스미스 대표이사
- 헬릭스미스 연구개발 최고전략책임자(CSO)
- 2014 ~        국가과학기술연구회 이사
- 2013 ~        서울대학교 생명공학공동연구원 원장
- 2011          헬릭스미스(바이로메드) 연구개발 총괄 사장
- 2010 ~ 2011   지식경제부 R&D전략기획단 융합신산업 MD
- 2006 ~ 2013   KBS 객원해설위원
- 2006 ~ 2008   한국유전자치료학회 학회장
- 1998 ~         Journal of Gene Medicine 편집위원
- 1992 ~ 2018   서울대학교 자연과학대학 생명과학부 교수
- 1990 ~ 1992   미국 하버드대학교 의과대학 조교수

## 공식사이트
- http://biosci.snu.ac.kr/people/professor_view.php?profidx=8
- http://biosci.snu.ac.kr/syk